# Viken (Svezia)
Viken è un'area urbana della Svezia situata nel comune di Höganäs, contea di Scania.
La popolazione rilevata nel censimento 2010 era di 4 227 abitanti.